# 으랏차차 짠돌이네
《으랏차차 짠돌이네》(つるピカハゲ丸くん)는 1985년에 일본에서 출간된 코미디 만화이자 이를 원작으로 한 동명의 애니메이션이다.

## 줄거리
구두쇠 집안에서 태어난 하게마루(짠돌이)가 벌이는 구두쇠짓에 따른 각종 해프닝들을 다룬 만화.

## 등장인물
하게타 하게마루
(한국명 : 왕짠돌, 성우 : 츠카세 노리코 → 스기야마 카즈코 / 김서영)
초등학교 5학년. 생일은 1월 1일. 빠른년생이라서 조기입학을 하였고 언제나 구두쇠짓을 하고, 예뻐할 수 없는 개구쟁이다. 하지만 착한 일도 하는 츤데레 소년. 공부도 운동도 꽝이지만 달리기가 매우 빠르다.
하게타 하게조
(한국명 : 왕소금, 성우 : 오가타 켄이치 / 엄상현)
왕짠돌의 아버지. 40대이며 엄청난 구두쇠다. 쥐꼬리만한 월급때문에 스트레스를 받는다. 어린시절에 과일깎기의 달인이었다.
하게타 츠루코
(한국명 : 야무진, 성우 : 무카이 마리코 / 정선혜)
왕짠돌의 엄마. 온갖 구두쇠짓을 하면서 민폐를 끼치는 전업주부. 동물원에 입장할 때 가족을 인형으로 변장해서 공짜로 들어갔고, 펭귄 우리에 들어가서 더위를 해결했고, 백화점 옥상에 있는 놀이터는 돈이 든다며 엘리베이터를 오르락내리락 반복하면서 탔고, 짠돌이를 밧줄로 묶어서 백화점 옥상으로 던져 놓았고, 백화점에서 파는 100원짜리 풍선이 다 팔려서 백화점 이벤트 애드벌룬을 가져갔고, 칠판지우개에 묻어있는 분필가루로 화장을 하였고, 해변에서 어떤 모자(母子)가 잡은 조개로 조개를 구워 줬으나, 조갯살만 본인이 다 먹고 그 모자에게는 조개껍질만 줬고, 짠돌이가 퍼즐이 갖고 싶다고 해서 깨진 창문으로 퍼즐놀이로 쓰라고 하고, 된장찌개를 끓인 냄비로 다림질을 하였고, 짠돌이와 같이 테니스를 칠 때 테니스 코트는 돈이 든다며 주차장에 있는 차를 테니스 코트로 쓴다며 테니스를 쳤고, 수영장에서 빨래를 하는 등 온갖 구두쇠짓을 한다.
페스
(한국명 : 쩐, 성우 : 마키시마 나오키 / 홍범기)
짠돌이가 3살 때 공원에서 발견한 유기견.
콘도 마사루
(한국명 : 소기찬, 성우 : 카네마루 쥰이치 / 홍범기)
짠돌이와 동시에 태어났으며, 평소에는 모범적이고 착하고 의젓하지만 잘난 척이 심하고 초등학생답게 철없는 장난을 칠 때도 있고 초등학생 취향이 아닌 비싼 장난감, 장식품 등을 좋아한다. 또는 아빠가 외국에서 사 온 물건들을 친구들에게 자랑하거나, 청소시간에 교실 창문에다가 초콜릿, 딸기잼 등 달콤한 간식을 발라놔서 짠돌이한테 핥아먹으라고 한다거나, 방귀 소리가 나오는 쿠션을 보라의 의자에 놓고서는 보라가 그 의자에 앉자, 기찬이와 남자애들이 방귀 뀌었다고 장난삼아 놀린다거나, 공부는 잘하지만 때로는 성적이 떨어질 때도 있다. 봄이의 남자친구. 아가씨같이 예쁜 엄마와 젊고 잘생긴 아빠가 있다. 아빠는 주로 외국으로 출장을 많이 가신다.
사쿠라 사키코
(한국명 : 함초롱, 성우 : 타카모리 요시노 / 박신희)
짠돌이와 기찬이의 담임 선생님. 24살. 짠돌이가 매일 지각할 때마다 "세이프~!" 하면 언제나 "아웃~~!!!" 이라고 한다. 평소에는 상냥하고 친절하지만 짠돌이가 지각을 하거나 말썽을 피우거나 공부시간에 잠을 자거나  성적이 떨어질 때마다 무섭게 돌변한다. 그래도 짠돌이를 이해하는 편이다. 어머니는 56살이며 노안이다.
오치아루 쿠루미 (한국명: 한봄) 짠돌이와 같은 반 여학생. 기찬이의 여자친구. 머리에 리본핀을 달았고 분홍색 넥타이와 치마를 입고 다닌다.
오오츠카 (한국명: 봉대구)                                     짠돌이와 같은 반 남학생. 두꺼운 메기입술을 가졌고 착하고 잘 웃는 성격이다. 그리고 남동생이 있다. 어머니, 남동생도 두꺼운 메기입술이다.
미치코 (한국명: 남보라)                                    짠돌이와 같은 반 여학생. 봄이와 닮았으며  눈이 작고 대구와 친하고 매직파마를 하였다. 다른 캐릭터와는 달리 옷이 종종 바뀌는 게 특징. 평소에는 착하고 말이 없고 마음이 여리고 내성적이다. 그러나 화내면 무섭다.
뚱녀
초등학교 6학년~ 중학교 2학년으로 추정되며, 안경을 썼고 머리를 양갈래로 묶고 다니는 여학생. 짠돌이와 기찬이를 좋아하는 듯하다. 쉽게 욱하는 성격이다. 언제나 세일러복을 입고 다닌다. 누군가가 '돼지'라고 놀리면 쉽게 흥분한다.

## 스탭
- 원작: 노무라 신보
- 감수: 사사가와 히로시
- 미술감독: 미야노 타카시
- 촬영감독: 사이토 아키오
- 녹음감독: 오쿠마 아키라
- 음악: 쿠니 카와치
- 프로듀서: 키무라 준이치 (TV 아사히), 마스코 소지로 (신에이 동화)
- 감독: 야스미 데쓰오
- 시리즈 구성: 사쿠라이 마사아키
- 각본: 사쿠라이 마사아키, 하야카와 타다시, 타나카 코지, 코마츠자키 야스히로, 스기하라 메구미, 에비누마 사부로, 하시모토 히로시
- 캐릭터 디자인: 후지타 무네요시
- 배경: 스튜디오 유니
- 촬영: 아사히 프로덕션
- 제작: TV 아사히, 신에이 동화

### 우리말 제작
- 책임프로듀서: 이정렬
- 번역작가: 명지선
- 타이틀음악: GG사운드
- 녹음·믹싱: 김성진
- 마스터편집: 강현기, 신현감
- C.G: 박보영, 김영구
- 그래픽: 코디포
- 조연출: 권혁민
- 녹음연출: 송미정
- 기획: JEI재능방송((현)JEI재능TV)